# Isla Barrientos
La isla Barrientos o islote Turner es una isla subantártica que forma parte de las islas Aitcho, en el archipiélago de Shetland del Sur en la Antártida. La isla se encuentra al oeste del estrecho Inglés y tiene  1,71 km de largo y 0,54 km de ancho, con una superficie de 92,34 ha (0,92 km²). Visitada por cazadores peleteros desde principios del siglo XIX, la isla fue bautizada por la primera expedición antártica chilena en 1949 y es hoy un destino turístico frecuentado por cruceros antárticos.

## Ubicación

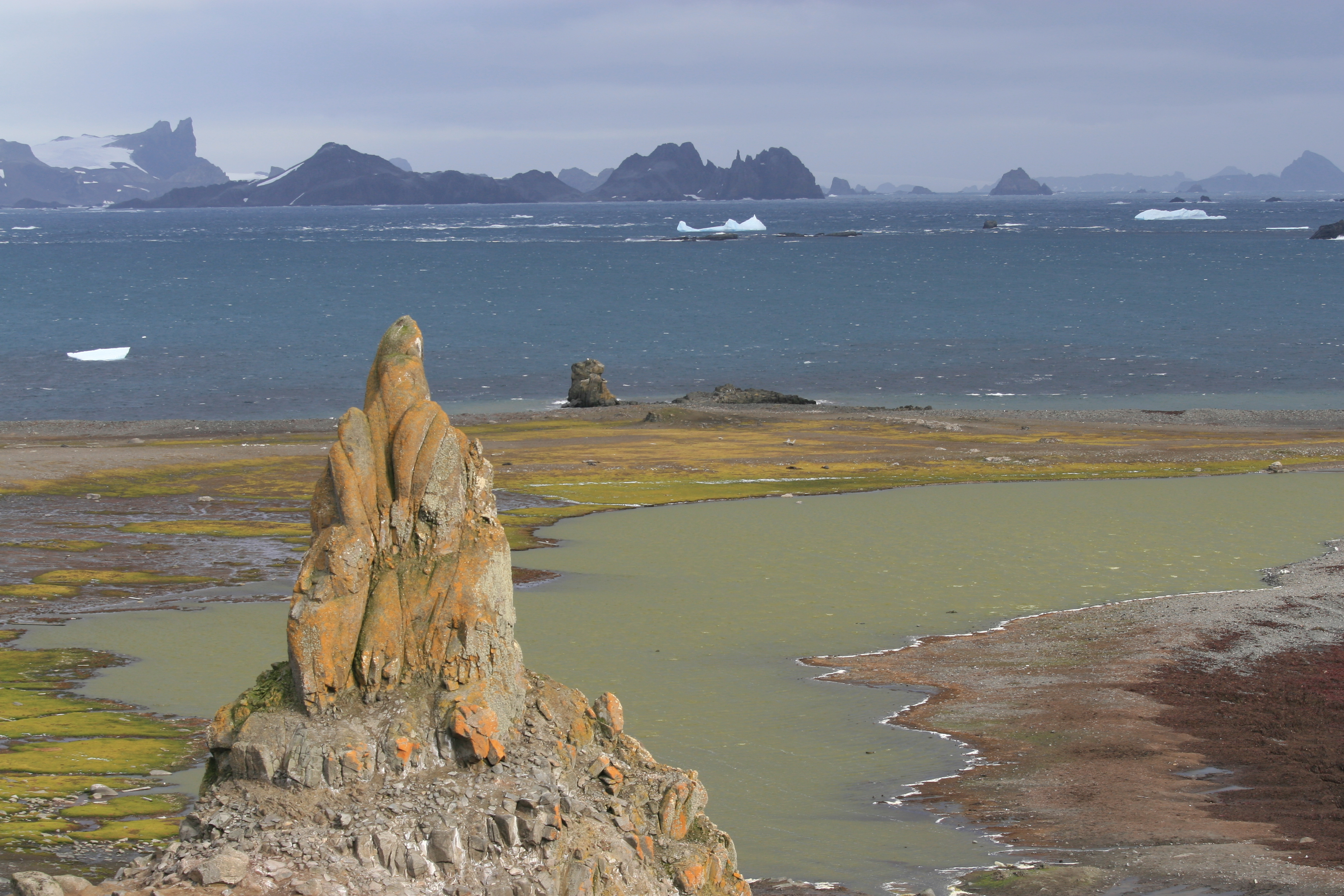
El extremo occidental de la isla Barrientos, con la isla Ongley al fondo y la isla Greenwich a la izquierda.

El punto medio está localizado en las coordenadas 62°24′22″S 59°44′53″O / -62.40611, -59.74806. La isla se encuentra a 280 metros al noroeste de la isla Cecilia, a 4 km de la isla Greenwich, 1,1 km al noreste de la isla Dee y a 3,6 km del cabo Morris en la isla Robert, islas Shetland del Sur.

## Reclamaciones territoriales

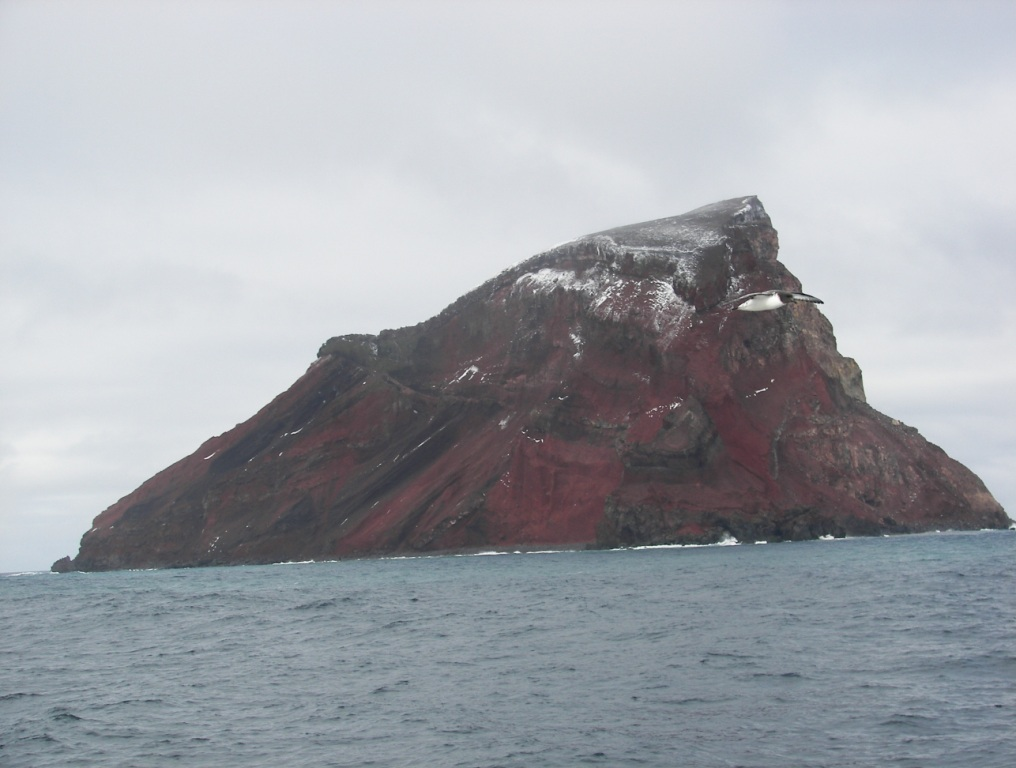
Isla Bridgeman

Argentina incluye a la isla en el departamento Antártida Argentina dentro de la provincia de Tierra del Fuego, Antártida e Islas del Atlántico Sur; para Chile forma parte de la comuna Antártica de la provincia Antártica Chilena dentro de la Región de Magallanes y de la Antártica Chilena; y para el Reino Unido integra el Territorio Antártico Británico. Las tres reclamaciones están sujetas a las disposiciones del Tratado Antártico.
Nomenclatura de los países reclamantes: 
- Argentina: islote Turner
- Chile: isla Barrientos
- Reino Unido: Barrientos Island

## Mapas
- L.L. Ivanov et al. Antarctica: Livingston Island and Greenwich Island, South Shetland Islands. Escala 1:100000 mapa topográfico. Sofia: Antarctic Place-names Commission of Bulgaria, 2005.